# Horner's Green
Horner's Green is een gehucht in het bestuurlijke gebied Babergh, in het Engelse graafschap Suffolk. Het maakt deel uit van het dorp en de civil parish Groton.